# نحاس أصفر

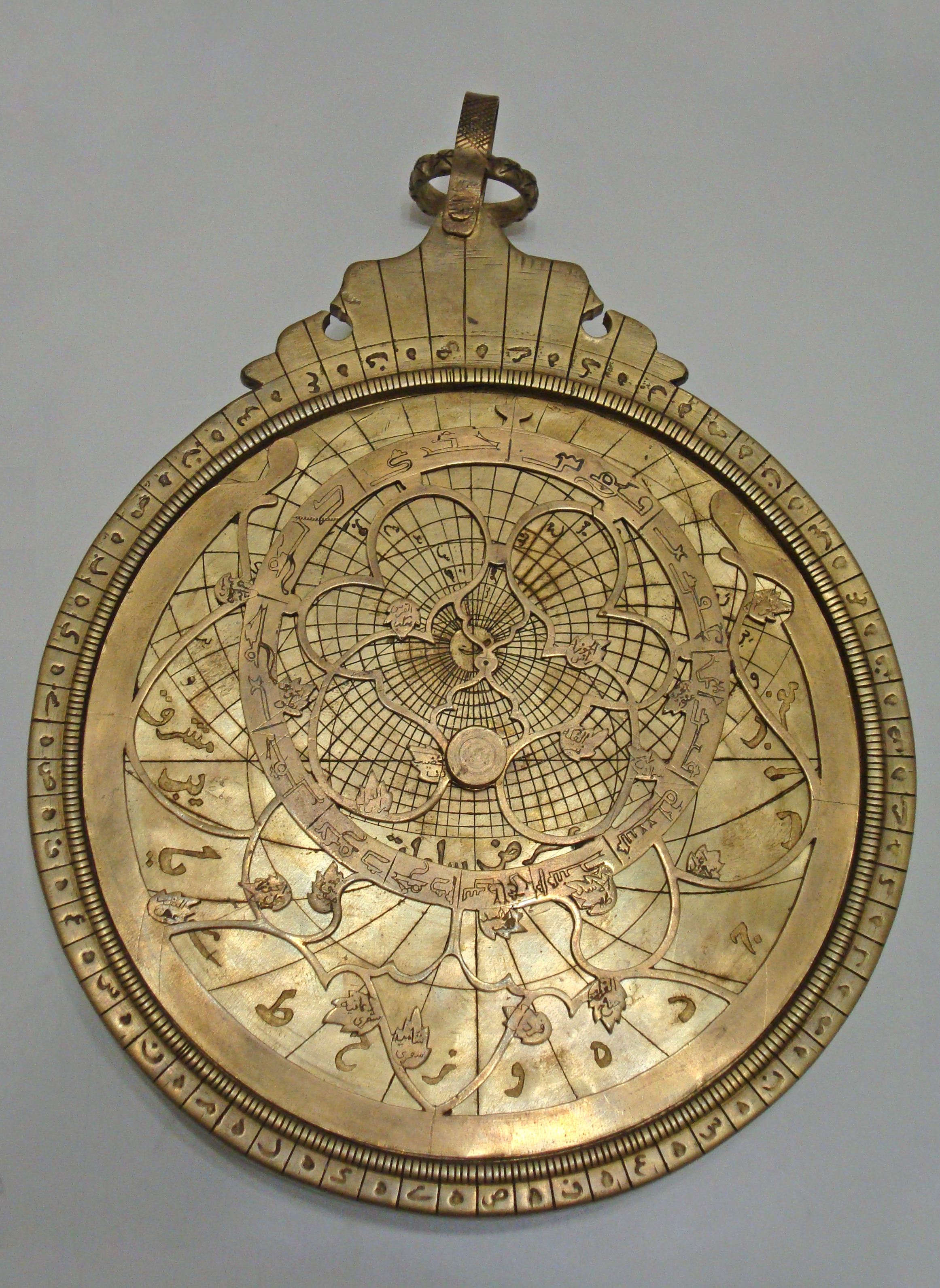
أسطرلاب من النحاس الأصفر

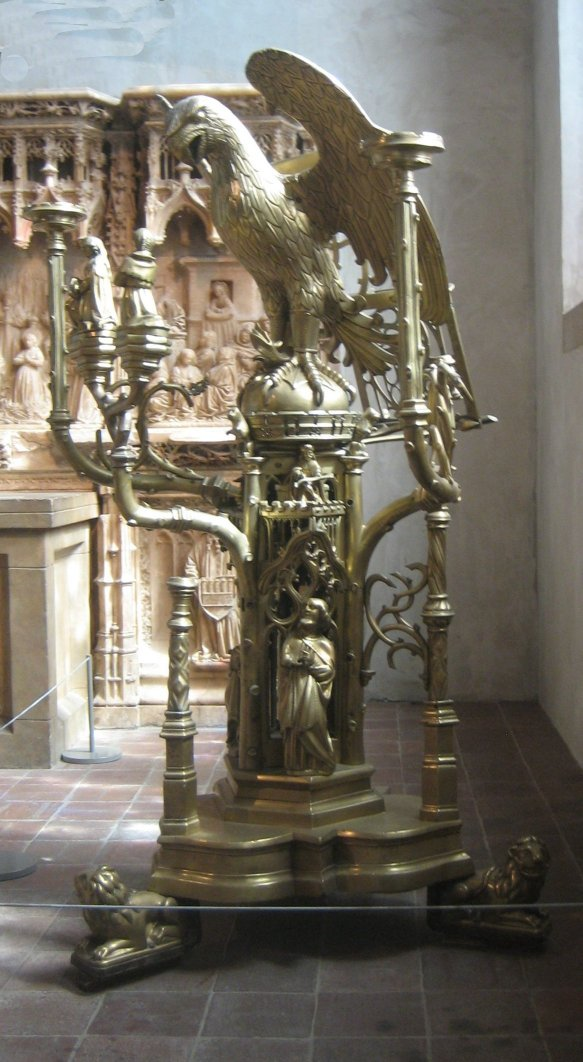
منبر من النحاس الأصفر مع نسر أعلاه، هولندا

النُّحَاسُ الأَصْفَرُ (ملاحظة 1) هو أي سبيكة من النحاس والزنك. ويمكن أن تتفاوت نسبتهما لتعطي مجموعة من السبائك مختلفة الخواص. والبرونز، بمقارنة النحاس الأصفر، هو سبيكة النحاس مع القصدير. إلا أن البعض، مع وجود هذا الفرق، يطلق على النحاس الأصفر اسم البرونز، والعكس صحيح. يستخدم الصُّفْرُ في الزخارف بسبب مظهره الذهبي اللامع، وفي التطبيقات التي تتضمن بعض الاحتكاك الطفيف مثل الأقفال، والمسننات، والمدحرجات، ومقابض الأبواب، الذخائر الحربية، والصمامات. كما يستخدم في السمكرة والاستخدامات الكهربائية، ويستخدم بكثرة في الأدوات الموسيقية مثل البوق، والأجراس بسبب خواصها الصوتية. كما يستخدم في سحابات البنطلونات (السُسْتة). ولأن النحاس الأصفر أطرى من المعادن الأخرى عمومًا، فإنهُ يستخدم غالبًا في الأماكن التي يتجنب فيها حدوث شرار نتيجة الاحتكاك، كما في الأجهزة والمعدات المحيطة بالغازات المتفجرة.

## الخواص
يتمتع النحاس الأصفر بقدرة تحمل أعلى من البرونز أو الزنك. تنخفض نقطة انصهار النحاس الأصفر نسبيًا (900 إلى 940 درجة مئوية، من 1,650 إلى 1,720 درجة فهرنهايت، اعتمادًا على التركيبة) مما يجعلها مادة سهلة نسبيًا للتشكيل. يمكن تغيير خصائص النحاس الأصفر من خلال تغيير نسب النحاس والزنك، مما يسمح بصنع النحاس الأصفر الصلب واللين. كثافة النحاس الأصفر هي 8.4 إلى 8.73 جرام لكل سنتيمتر مكعب (0.303 إلى 0.315 رطل / بوصة مكعبة).
يتم تدوير ما يقرب من 90 ٪ من جميع سبائك النحاس الأصفر اليوم. لوأن النحاس معدن يتمتع بخصائص غير مغناطيسية، فيمكن فصله عن الخردة الحديدية عن طريق تمرير الخردة بالقرب من مغناطيس قوي. يتم جمع خردة النحاس ونقلها إلى مسبك حيث يتم صهرها وإعادة صهرها إلى قوالب. يتم تسخين القوالب وطرحها في الشكل والحجم المطلوب. تعني نعومة النحاس الأصفر أنه غالبًا ما يمكن تشكيله بدون استخدام سائل القطع، على الرغم من وجود استثناءات لهذا.
يجعل الألومنيوم النحاس الأصفر أقوى وأكثر مقاومة للتآكل. يوفر الألومنيوم أيضًا طبقة صلبة مفيدة للغاية من أكسيد الألومنيوم (Al2O3) التي يتم تشكيلها على السطح وهي رقيقة وشفافة للغاية. ستمتع القصدير بتأثير مماثل ويُستخدم خاصةً في تطبيقات مياه البحر. يجعل مزيج الحديد والألومنيوم والسيليكون والمنغنيز النحاس الأصفر مقاومًا لعملية التآكل.

## استخدامه في مبيدات الجراثيم والمواد المضادة للميكروبات
لوحظت خصائص النحاس الأصفر المُبيدة للجراثيم لعدة قرون، ولا سيما في البيئات البحرية حيث تمنع الطاعون الحيوي. يقتل النحاس الميكروبات في غضون بضع دقائق إلى ساعات من الاستخدام اعتمادًا على نوع وتركيز العوامل الممرضة والوسط الذي توجد فيه.
يؤكد عدد كبير من الدراسات المستقلة هذا التأثير المضاد للميكروبات، حتى ضد البكتيريا المقاومة للمضادات الحيوية مثل المكورة العنقودية المقاومة للميثيسلين والفانكوميسن MRSA و VRSA. لا تزال آليات العمل المضاد للميكروبات للنحاس وسبائكه، بما في ذلك النحاس الأصفر، محل العديد من الدراسات والتحقيقات المكثفة والمستمرة.

## التاريخ
على الرغم من استخدام أشكال من النحاس الأصفر منذ عصور ما قبل التاريخ، إلا أنه لم يتم فهم طبيعته الحقيقية كسبيكة النحاس والزنك حتى فترة ما بعد القرون الوسطى بسبب تفاعل بخار الزنك مع النحاس الأصفر مما أدى إلى عدم الاعتراف بالنحاس كمعدن. تشير نسخة الملك جيمس للكتاب المقدس إلى العديد من الإشارات إلى «النحاس». يمكن أم يعني الشكل الإنجليزي الشكسبيري لكلمة 'نحاس أصفر ' أي سبيكة برونزية، أو نحاس، بدلاً من التعريف الحديث الدقيق للنحاس الأصفر. قد تكون السبائك القديمة سبائك طبيعية مصنوعة من صهر خامات النحاس الغنية بالزنك. تم إنتاج النحاس الأصفر خلال العصر الروماني من النحاس المعدني ومعادن الزنك باستخدام عملية التوطيد، واستمر الاختلاف في هذه الطريقة حتى منتصف القرن التاسع عشر. استُبدلت تلك الطريق في نهاية المطاف يتصنيع السبائك مباشرةً من النحاس ومعدن الزنك الذي تم إدخاله إلى أوروبا في القرن السادس عشر.

## سبائك الزنك النحاسية في وقت مبكر
اشتهر استخدام سبائك الزنك النحاسية المبكرة بأعداد صغيرة في غرب آسيا وشرق البحر الأبيض المتوسط والعديد من مواقع الألفية الثالثة قبل الميلاد في بحر إيجة والعراق والإمارات، وقلميقيا، وتركمانستان، وجورجيا ومن مواقع الألفية الثانية في غرب الهند، وأوزبكستان، وإيران، وسوريا، والعراق وكنعان. ومع ذلك، اشتهرت سبائك الزنك النحاسية في الصين منذ أوائل الألفية الخامسة قبل الميلاد.
تغيرت تركيبات هذه الأجسام «النحاسية» إلى حد كبير ويحتوي معظمها على محتويات من الزنك تتراوح بين 5٪ و 15٪ بالوزن وهو أقل مما هو عليه في النحاس النقي. قد تكون هذه «السبائك الطبيعية» المصنعة تكونت عن طريق صهر خامات النحاس الغنية بالزنك في ظروف الأكسدة. كما يحتوي العديد منها على محتويات من القصدير مماثلة للمصنوعات البرونزية المعاصرة ومن المحتمل أن تكون بعض سبائك الزنك النحاسية عرضية وغير مُميزة عن النحاس. ومع ذلك فإن العدد الكبير من سبائك النحاس والزنك المعروفة الآن تشير إلى أن بعضها على الأقل تم تصنيعه بشكل متعمد وأن العديد منها يحتوي على محتويات من الزنك تزيد على 12٪ بالوزن مما أدّى إلى لون ذهبي مميز.
أشارت الكتابات المسمارية الآشورية في القرنين الثامن والسابع قبل الميلاد إلى استخدام «نحاس الجبال» وهذا قد يشير إلى النحاس «الطبيعي». عُدّلت الترجمة اليونانية القديمة لهذا المصطلح إلى اللاتينية aurichalcum بمعنى «النحاس الذهبي» الذي أصبح المصطلح القياسي للنحاس. عرّف أفلاطون النحاس في القرن الرابع قبل الميلادي النحاس على أنه معدن نادر وذي قيمة عالية مثل الذهب تقريبًا.[51] كما وصف بلينيوس الأكبر كيف أن النحاس الأصفر جاء من رواسب النحاس الخام القبرصي التي استُنفدت بحلول القرن الأول الميلادي. تم العثور على فلورية الأشعة السينية من 39 سبيكة من سبائك الزنك النحاسية المستردة من حطام سفينة قديمة عمرها 2600 سنة قبالة صقلية ووُجدت أن السبيكة مصنوعة من 75-80 في المائة من النحاس، و 15-20 في المائة من الزنك ونسب مئوية صغيرة من النيكل، والرصاص والحديد.

## الانواع
| اسم السبيكة                         | نسبة الخلط (%) | نسبة الخلط (%) | نسبة الخلط (%) | نسبة الخلط (%) | اخرى                                            | ملاحظة |
| اسم السبيكة                         | نحاس           | زنك            | قصدير          | رصاص           | اخرى                                            | ملاحظة |
| ----------------------------------- | -------------- | -------------- | -------------- | -------------- | ----------------------------------------------- | --- |
| الذهب الحبشي                        | 90             | 10             |                |                |                                                 | |
| البراص الأميرالية                   | 69             | 30             | 1              |                |                                                 | القصدير يمنع فقدان الزنك في العديد من البيئات. |
| سبيكة ايش                           | 60.66          | 36.58          | 1.02           |                | 1.74% حديد                                      | مصمم للاستخدام في الخدمات البحرية نظرًا لمقاومته للتآكل والصلابة والمتانة. من التطبيقات المميزة حماية قاع السفن ، لكن الأساليب الحديثة للحماية الكاثودية جعلت استخدامها أقل شيوعًا. مظهره يشبه مظهر الذهب. |
| براص ألومنيوم                       | 77.5           | 20.5           |                |                | 2% ألومنيوم                                     | يحسن الألومنيوم مقاومة التآكل. يتم استخدامه للمبادل الحراري وأنابيب المكثف. |
| براص الزرنيخ                        |                |                |                |                | الزرنيخ. في كثير من الأحيان الألومنيوم.         | تستخدم لصناديق نيران الغلايات. |
| خرطوشة البراص (C260)                | 70             | 30             | —              | ≤ 0.07         |                                                 | خصائص جيدة للعمل البارد . تستخدم لحالات الذخيرة والسباكة والأجهزة. |
| براص عام                            | 63             | 37             |                |                |                                                 | وتسمى أيضًا برشام البراص. رخيصة ومعيارية للعمل البارد. |
| DZR براص                            |                |                |                |                | الزرنيخ                                         | براص مقاوم للتآكل يحتوي على نسبة قليلة من الزرنيخ. |
| دلتا ميتال                          | 55             | 41–43          |                |                | 1–3% حديد مع الميزان مكون من معادن أخرى مختلفة. | النسب المستخدمة تجعل المادة أكثر صلابة ومناسبة للصمامات والمحامل. |
| براص ميكانيكي حر (C360)             | 61.5           | 35.5           |                | 2.5–3.7        | 0.35% حديد                                      | يُطلق عليه أيضًا براص 360 أو C360. قدرة ميكانيكية عالية. |
| معدن التذهيب                        | 95             | 5              |                |                |                                                 | أنعم نوع من النحاس الأصفر شائع. يستخدم معدن التذهيب عادة في "سترات" الذخيرة ؛ على سبيل المثال ، الرصاص سترة معدنية كاملة . تقريبا أحمر اللون.                                                            |
| براص عالي                           | 65             | 35             |                |                |                                                 | يتمتع بقوة شد عالية ويستخدم للزنبركات والبراغي والمسامير. |
| براص الرصاص                         |                |                |                | > 0            |                                                 | نحاس ألفا بيتا مع إضافة الرصاص لتحسين التشغيل الآلي. |
| براص خالي من الرصاص                 |                |                |                | < 0.25         |                                                 | يحتوي على "لا يزيد عن 0.25 في المائة من محتوى الرصاص الحد الأعلى السابق 4% |
| براص منخفض                          | 80             | 20             |                |                |                                                 | لون ذهبي فاتح، مطيل للغاية؛ تستخدم للخراطيم المعدنية المرنة ومنفاخ المعدن. |
| براص المنغنيز                       | 70             | 29             |                |                | 1.3% منغنيز                                     | ستخدم بشكل ملحوظ في صنع عملات الدولار الذهبي في الولايات المتحدة. |
| مونتز ميتال                         | 60             | 40             |                |                | آثار الحديد                                     | تستخدم كبطانة للقوارب. |
| براص بحري                           | 59             | 40             | 1              |                |                                                 | يشبه براص الأميرالية. يُعرف أيضًا باسم توبين البرونزي. |
| فضة النيكل                          | 70–76          | 20–24.5        |                |                | 4–5.5% نيكل                                     | الحلقة الخارجية للعملة المعدنية ثنائية المعدن من رطل واحد واثنين من الجنيه الإسترليني وعملة اليورو الواحد، بالإضافة إلى الجزء المركزي لعملة اليورو اثنين. كانت تُستخدم سابقًا للعملة ذات الجنيه الواحد.    |
| ذهب نوردي                           | 89             | 5              | 1              |                | 5% ألومنيوم                                     | تستخدم في عملات اليورو 10 و 20 و 50 سنتا. |
| أوريكالكوم                          | 75-80          | 15-20          |                | اثر            | كميات ضئيلة من النيكل والحديد                   | تم تحديده من 39 سبيكة تم العثور عليها من حطام سفينة قديمة في جيلا، صقلية. |
| معدن الأمير                         | 75             | 25             |                |                |                                                 | نوع من النحاس الأصفر. بسبب لونه الأصفر فإنه يستخدم كتقليد للذهب. يُطلق على السبيكة أيضًا اسم معدن الأمير روبرت، وسميت على اسم الأمير روبرت من نهر الراين.                                                  |
| البراص الاحمر، البراص الوردي (C230) | 85             | 5              | 5              | 5              |                                                 | |
| تنبك                                |                | 5–20           |                |                |                                                 | كثيرا ما تستخدم في تطبيقات المجوهرات. |
| سيلكون تنبك                         | 80             | 16             |                |                | 4% سيلكون                                       | تستخدم كبديل لأجزاء الصلب المصبوب الاستثمارية. |
| براص تونفال                         |                |                |                | > 0            |                                                 | ويسمى ايضا CW617N او CZ122 او OT58. لا ينصح باستخدامه لمياه البحر لكونه عرضة للتاكل. |
| البراص الاصفر                       | 67             | 33             |                |                |                                                 | مصطلح أمريكي لبراص الزنك بنسبة 33٪. |

## هوامش
- ملاحظة 1 المرادفات: النُّحَاسُ الأَصْفَرُ [46] أو الصُّفْرُ[46][47] أو الشَّبَه[47]